# Alexandra do Nascimento
Pour les articles homonymes, voir Nascimento.
Alexandra Priscila do Nascimento, née le 16 septembre 1981 à Limeira au Brésil, est une handballeuse internationale brésilienne.
Elle a été nommée meilleure handballeuse de l'année 2012 par la fédération internationale de handball (IHF).

## Biographie
En 2011, elle épouse le handballeur chilien Patricio Martínez Chávez (es).
En février 2014, en concomitance avec l'arrêt du partenariat entre le club autrichien et la fédération brésilienne de handball, Alexandra do Nascimento et sa coéquipière brésilienne Bárbara Arenhart annoncent leurs transferts pour la saison suivante pour le club roumain du HCM Baia Mare.
À l'été 2016, elle quitte HCM Baia Mare pour rejoindre le club hongrois du Váci NKSE. Elle évolue ensuite pour deux autres clubs hongrois, au Fehérvár KC pour deux saisons et l'Érdi VSE pour une saisons.
En 2020, à 38 ans, elle rejoint le club français du Bourg-de-Péage Drôme Handball où elle retrouve sa compatriote Deonise Fachinello.

## Palmarès

### En club
compétitions internationales
- Coupe des coupes
  - Vainqueur (1) : 2013
  - Finaliste en 2004
- Ligue des champions
  - Finaliste en 2008

compétitions nationales
- Championnat d'Autriche (10) : 2004, 2005, 2006, 2007, 2008, 2009, 2010, 2011, 2012, 2013 et 2014
- Coupe d'Autriche (10) : 2004, 2005, 2006, 2007, 2008, 2009, 2010, 2011, 2012 et 2013

### En équipe nationale
Championnats du monde
- Médaille d'or au championnat du monde 2013 en Serbie[6]
- 5e place au championnat du monde 2011 au Brésil[7]
- 7e place au championnat du monde 2005 en Russie
- 17e place au championnat du monde 2019 au Japon

 Jeux panaméricains
- Médaille d'or aux Jeux panaméricains de 2003
- Médaille d'or aux Jeux panaméricains de 2007
- Médaille d'or aux Jeux panaméricains de 2011
- Médaille d'or aux Jeux panaméricains de 2015

 Championnats panaméricains
- Médaille d'or au Championnat panaméricain 2003
- Médaille d'or au Championnat panaméricain 2005
- Médaille d'or au Championnat panaméricain 2007
- Médaille d'argent au Championnat panaméricain 2009
- Médaille d'or au Championnat panaméricain 2011
- Médaille d'or au Championnat panaméricain 2013

 Jeux olympiques
- 7e place aux Jeux olympiques de 2004
- 9e place aux Jeux olympiques de 2008
- 6e place aux Jeux olympiques de 2012
- 5e place aux Jeux olympiques de 2016
- 11e place aux Jeux olympiques de 2020

### Récompenses individuelles
- Élue meilleure handballeuse de l'année 2012[1]
- Élue meilleure ailière droite des Jeux olympiques d'été de 2012[9]
- Meilleure marqueuse du championnat du monde 2011 avec 57 buts[10]